# サン・フラワー通り
サン・フラワー通り（サン・フラワーどおり）は香川県高松市にある高松市道朝日町仏生山線の愛称で、そのうち高松市今里町から高松市多肥下町までの区間を指す。都市計画道路の朝日町仏生山線（路線番号＝3・3・111）の一部でもある。
この愛称は2001年3月29日に地元自治会の呼びかけによる公募で決定したもので、「サン」は路線名にある朝日町から、「フラワー」は花と緑の豊かな町をイメージしている。これは2001年度中に太田地区第2土地区画整理の区域内が開通するのに合わせて行われ、公募開始の同年2月1日から一ヶ月間で延べ906通の応募があった。
その後、当該区間には道路標識が設置されたり、商業施設の名称にもサン・フラワー通り店が使用されるなど一般に広く定着している。